# Noah Rubin
Noah Rubin (Long Island, Nueva York, 21 de febrero de 1996) es un jugador estadounidense de tenis. Su mayor logro ha sido conquistar Wimbledon en categoría juniors, consiguiendo este título en el 2014.

## Títulos ATP Challenger (4, 4+0)

### Individuales (4)
| N.º | Fecha                  | Torneo                        | Superficie | Oponentes        | Resultado        |
| --- | ---------------------- | ----------------------------- | ---------- | ---------------- | ---------------- |
| 1.  | 2 de noviembre de 2015 | Challenger de Charlottesville | Dura (i)   | Tommy Paul       | 3–6, 7–6(7), 6–3 |
| 2.  | 6 de febrero de 2017   | Challenger de Launceston      | Dura       | Mitchell Krueger | 6–0, 6–1         |
| 3.  | 1 de enero de 2018     | Challenger de Numea           | Dura       | Taylor Fritz     | 7–5, 6–4         |
| 4.  | 23 de abril de 2018    | Challenger de Tallahassee     | Dura       | Marc Polmans     | 6–2, 3–6, 6–4    |

#### Finalista (2)
| N.º | Fecha                   | Torneo                 | Superficie | Oponentes      | Resultado |
| --- | ----------------------- | ---------------------- | ---------- | -------------- | --------- |
| 1.  | 3 de octubre de 2016    | Challenger de Stockton | Dura       | Frances Tiafoe | 4–6, 2–6  |
| 2.  | 31 de diciembre de 2018 | Challenger de Numea    | Dura       | Mikael Ymer    | 3–6, 3–6  |